# Bitka pri Legnanu
Bitka pri Legnanu je bila bitka med cesarsko vojsko Friderika Barbarosse in enotami Langobardske lige 29. maja 1176 v bližini mesta Legnano v današnji Lombardiji v Italiji.   Čeprav je bila prisotnost sovražnika v bližini že znana obema stranema, sta se nenadoma srečala, ne da bi imela čas za načrtovanje strategije.  
Bitka je bila ključna v dolgi vojni, ki jo je vodilo Sveto rimsko cesarstvo, da bi uveljavilo svojo oblast nad občinami severne Italije, ki so se odločile, da opustijo medsebojno rivalstvo in se pridružijo vojaškemu zavezništvu Lombardski ligi , ki ga simbolično vodi papež Aleksander. III.
Z bitko se je končal peti in zadnji pohod v Italijo cesarja Friderika Barbarosse, ki je po porazu skušal italijansko vprašanje rešiti z diplomatskim pristopom. Posledica tega je bil nekaj let kasneje mir v Konstanci (25. junija 1183), s katerim je cesar priznal Langobardsko zvezo in občinam dal upravne, politične in sodne koncesije, s čimer se je uradno končal njegov poskus prevlade v severni Italiji. 
Bitka je omenjena v Canto degli Italiani Goffreda Mamelija in Micheleja Novara, ki se glasi: »Od Alp do Sicilije, Legnano je povsod« v spomin na zmago italijanskega prebivalstva nad tujim. Zahvaljujoč tej bitki je Legnano poleg Rima edino mesto, ki je omenjeno v italijanski himni. V Legnanu se v spomin na bitko vsako leto od leta 1935, zadnjo nedeljo v maju, odvija Palio di Legnano. Na institucionalnem področju je bil datum 29. maj izbran za regionalni praznik Lombardije.

## Ozadje

### Zgodovinski kontekst
Spopad med občinami severne Italije in cesarsko oblastjo je izviral iz boja za investituro ali iz tistega spopada, ki je v 11. in 12. stoletju vključeval papeštvo, Sveto rimsko cesarstvo in njihove frakcije, tako imenovani " Gvelfi" oziroma "Gibelini ".  Včasih je bil spor tako hud, da je več občin v severni Italiji odpustilo svoje škofe zaradi obtožbe o simoniji, ker jih je na njihovo mesto postavil cesar in ne papež.
Spor o investiturah ni bil edini vir trenj med cesarstvom in občinami severne Italije. Kriza fevdalizma je nastopila z gospodarsko rastjo severnoitalijanskih mest in njihovo nastajajočo željo po osvoboditvi cesarske uprave. Poleg tega so se italijanska ozemlja Svetega rimskega cesarstva izrazito razlikovala od germanskih v družbenoekonomskih in kulturnih vidikih ter niso bila naklonjena cesarski oblasti, ki jo je imela oblast nemškega rodu. Poleg tega je bilo plemstvo italijanskih ozemelj, ki jih je prevladovalo cesarstvo, veliko manj (in postopoma manj) vključeno v upravne funkcije regij, v katerih so prevladovala mesta, kot je bilo plemstvo v nemških deželah. Zaradi trenj, ki so se pojavila v 11. in 12. stoletju, so mesta severne Italije doživela naraščajoče vrenje, ki je privedlo do rojstva nove oblike lokalne samouprave, ki temelji na izvoljenem kolegialnem organu z upravnimi, sodnimi in varnostnimi organi. funkcije in ki je posledično določala mestne svete: srednjeveške komune.
Ta institucionalna evolucija je bila sočasna z bojem za investituro. Ko se je mestni škof, ki je tradicionalno močno vplival na civilne zadeve v občini, v veliki meri ukvarjal s tekmovanjem med cesarstvom in papeštvom, so bili državljani spodbujeni in na nek način prisiljeni iskati obliko samouprave, ki bi lahko v resnih težavah delovala neodvisno. Meščani so postajali čedalje bolj ozaveščeni o javnih zadevah lastne občine in niso bili pripravljeni sprejeti cerkvenih in fevdalnih struktur z njihovim togim in hierarhičnim upravljanjem oblasti. Sprememba, ki je vodila do kolegialnega upravljanja javne uprave, je bila zakoreninjena v langobardski prevladi v severni Italiji; to germansko ljudstvo je bilo pravzaprav navajeno reševati najpomembnejša vprašanja (ki so bila običajno vojaške narave) prek skupščine, ki ji je predsedoval kralj in so jo sestavljali najbolj pogumni vojaki, " gairethinx "  ali " arengo" . [nb 3] Mestni svetniki so na splošno prihajali iz vse bolj prevladujočih (trgovskih in poklicnih) slojev mesta.  Čeprav je mandat svetnika trajal le eno leto in je prišlo do določene menjave posameznikov na položajih, je komunalna uprava včasih pomenila skupino vodilnih družin, ki so si oligarhično delile občinsko oblast. Vsekakor so severnoitalijanska mesta postopoma prenehala priznavati fevdalne institucije, ki so se zdaj zdele zastarele.
Poleg tega so prejšnji cesarji zaradi različnih peripetij za določeno obdobje zavzeli ravnodušen odnos do vprašanj severne Italije, pri čemer so bolj skrbeli za vzpostavitev odnosov, ki so predvidevali nadzorovanje italijanskih razmer, ne pa učinkovito izvajanje oblasti. Posledično cesarska moč ni preprečila ekspanzionističnih ciljev različnih občin na okoliških ozemljih in drugih mestih in mesta so se začela med seboj oboroževati v tekmovanjih za dosego regionalne hegemonije.
Friderik Barbarossa pa je zavrnil politiko svojih predhodnikov s poskusom obnovitve cesarskega nadzora nad severnoitalijanskimi občinami, tudi na podlagi prošenj nekaterih med njimi, ki so večkrat prosile za cesarsko posredovanje, da bi omejili milansko oblast v njeni želji po nadvladi:   leta 1111 in 1127 je mesto osvojilo Lodi oziroma Como, s čimer je Pavio, Cremono in Bergamo prisililo v pasivnost.
Da bi bile zadeve še hujše, so se odnosi med cesarstvom in občinami dodatno poslabšali zaradi ostrih ukrepov, ki so jih cesarske oblasti izvajale proti milanski regiji. Od teh sta dva najbolj prispevala k podpihovanju protiimperialnih čustev: cesar je med enim od svojih pohodov v Italijo leta 1160 poskušal prekiniti oskrbo v Milanu in opustošil območje severno od mesta ter uničil pridelke in sadna drevesa kmetov.  Predvsem je Barbarossa v petnajstih dneh uničil podeželje Vertemate, Mediglia, Verano, Briosco, Legnano, Nerviano, Pogliano in Rho. Drugi dogodek je bil namesto tega povezan z ukrepi, ki jih je sprejel Friderik Barbarossa po predaji Milana (1162): cesarski vikar, ki je upravljal milansko podeželje po porazu Milana, je kmete na tem območju prisilil v plačilo visokega letnega davka v obliki  živil za cesarja, zaradi česar je bilo prebivalstvo vse bolj sovražno do cesarske oblasti.

### Prvi trije pohodi Friderika Barbarosse v Italijo
Da bi poskušal pomiriti severno Italijo in obnoviti cesarsko oblast, je Friderik Barbarossa na čelu svoje vojske petkrat prečkal Alpe. Prvi pohod, ki se je začel jeseni 1154 in je vodil samo 1800 mož.  Kralj je oblegal in osvojil nemirne Asti, Chieri in Tortona ter napadel nekaj gradov milanskega podeželja, vendar ne glavno mesto Milano, glede na to, da ni imel zadostnih vojaških sil.  Ta akcija se je nadaljevala s sklicem državnega zbora v Roncaglii, s katerim je Friderik ponovno vzpostavil cesarsko oblast in med drugim izničil osvajanja Milana v prejšnjih letih, zlasti glede Coma in Lodija. Prvi del tega potovanja se je nadaljeval po Via Francigena  in končal v Rimu s kronanjem Friderika Barbarosse za cesarja Svetega rimskega cesarstva s strani papeža Adrijana IV. (18. junija 1155 ).   Med bivanjem v Rimu je bil Friderik, ki je odšel s severa z naslovom nemškega kralja, mu je prebivalstvo mesta ostro nasprotovalo.  V odgovor je cesar reagiral tako, da je upor zadušil v krvi. Po tej epizodi in po Friderikovem vojaškem pohodu so se odnosi med Svetim rimskim cesarstvom in papeštvom začeli krhati. Med povratkom v Nemčijo je cesar uničil Spoleto, obtožen, da je plačal fodro, to je davke, ki jih je bilo treba plačati suverenu, z lažno valuto.  Že pri tem prvem pohodu se je čutila razlika med Friderikom in njegovimi predhodniki. Pravzaprav je Barbarossa kazal močan odpor do občinskih avtonomij: njegova želja je bila obnoviti dejansko oblast nad severno Italijo.
Drugi pohod, ki se je začel junija 1158, je izviral iz upora Milana in zavezniških občin, da bi sprejeli cesarsko oblast.   Ta dolga ekspedicija se je začela z napadom Friderika Barbarosse v Milanu in njegovih zaveznikov na milansko podeželje:  Barbarossa je po porazu Brescie, ki je bila milanska družba, in po osvoboditvi Lodija izpod milanskega jarma usmeril napad na milansko prestolnico. Milano je privolilo v predajo (8. septembra 1158), da bi se izognilo dolgemu in krvavemu obleganju. Milano je ponovno izgubilo osvojitve iz prejšnjih let (Como, Pavia, Seprio in Brianza ), vendar ni bilo uničeno. Friderik Barbarossa je nato sklical drugi državni zbor v Roncaglio (jeseni 1158  ), kjer je ponovil cesarsko oblast nad občinami severne Italije, z avtoriteto suverena, ki se je vsilila avtoriteti lokalnih institucij, ki med drugim ugotavlja, da so bile regalije v celoti plačane suverenu. Razglasitve tega drugega državnega zbora v Roncaglii so imele moteče učinke na italijanske občine, ki so se takoj uprle. Potem ko je Barbarossa prejel okrepitve iz Nemčije in osvojil več razburkanih občin v severni Italiji med vojaškim pohodom, ki je trajal nekaj let, se je Barbarossa obrnil na Milano, ki je bil najprej oblegan leta 1162 in nato po njegovi predaji (1. marca  ), popolnoma uničen.  Podobna usoda je doletela več mest, povezanih z Milanom. Friderik je nato zaostril primež cesarske oblasti nad italijanskimi mesti in presegel določila, sprejeta med drugim državnim zborom v Roncaglii: namesto občinskih avtonomij, ki so bile praktično zatrte, je ustanovil birokratsko strukturo, ki so jo vodili uradniki, ki so bili podrejeni neposredno cesarju. Poleg tega je ustanovil podestà, ki ga je imenoval cesar na čelu uporniških mest.  Medtem je umrl papež Adrian IV., njegov naslednik, papež Aleksander III., pa se je kmalu izkazal za solidarnega z italijanskimi občinami in posebno sovražnega do cesarja.
Leta 1163 je upor nekaterih mest v severovzhodni Italiji prisilil Friderika Barbarosso, da je odšel na tretji vojaški pohod v Italijo, ki se je končal v pat poziciji, predvsem proti Veronski ligi, ki se je medtem oblikovala med nekaterimi mesti Veronskega marca.   Da bi pomiril Lombardijo je Friderik zaradi številčnega pomanjkanja vojakov raje odložil spopad z drugimi občinami severne Italije in se potem, ko je preveril situacijo, vrnil v Nemčijo.

### Četrti vojaški pohod v Italijo in Langobardska liga
Konec leta 1166 se je cesar na čelu močne vojske že četrtič odpravil v Italijo. Da bi se izognil Veronski marki, je Barbarossa po prečkanju Alp s prelaza Brenner namesto po običajni dolini Adige zavil proti Val Camonici;   njegov cilj pa ni bil napad na uporniške italijanske občine, ampak papeštvo. Pravzaprav se je Friderik postavil na stran protipapeža Pashala III., ki je medtem s Petrovega prestola vrgel zakonitega papeža Aleksandra III.. Ta se je leta 1165, potem ko je dobil priznanje drugih evropskih vladarjev, vrnil v Rim. Barbarossa, zavedajoč se vloge, ki so jo imeli njegovi predhodniki pri papeških imenovanjih, se je odločil neposredno posredovati. Kot preizkus moči in v demonstracijske namene je Friderik napadel nekatera mesta v severni Italiji  in jih premagal. Dosegel je Rim, toda epidemija, ki se je razširila med vrstami cesarske vojske (morda malarija) in ki je prizadela tudi cesarja samega, ga je prisilila, da je zapustil Rim, ki se je medtem predal. Iz teh razlogov se je Friderik naglo vrnil v severno Italijo iskat okrepitev (avgust 1167).
Nekaj mesecev pred epidemijo, ki je prizadela cesarsko vojsko, so se občine severne Italije združile v Lombardsko ligo, vojaško zvezo, katere latinsko ime je bilo Societas Lombardiae. Po tradicionalni pripovedi so občine sklenile zavezništvo 7. aprila 1167 s prisego Pontide.  V ta dogodek pa zgodovinarji dvomijo, ker ni omenjen v sodobnih kronikah in ker je prva omemba prisege pozna, glede na to, da se pojavi v dokumentu iz leta 1505. 1. decembra 1167 se je Langobardska liga znatno razširila s pristopom občin Veronske lige. Ko je prispel v severno Italijo, se je Friderik odločil soočiti z Ligo, toda ker se je znašel v pat poziciji, ki je nastala zaradi nekaterih neuspešnih obleganj in nenehnega naraščanja števila mest, ki so se pridružila občinski vojaški zvezi, se je odločil odložiti spopad in se vrniti v Nemčijo (1168). Po cesarjevem odhodu je bila vloga Langobardske lige omejena na diplomatsko ali vojaško reševanje sporov, ki so občasno izbruhnili med občinami, ki so pripadale zavezništvu. 
Kmalu po tem, ko se je Barbarossa vrnil v Nemčijo, je Liga ustanovila novo mesto, Alessandria, poimenovano po papežu Aleksandru III., ki je stopil na stran italijanskih občin   tako da je občinsko vojaško koalicijo simbolično vodil isti papež.  Ustanovitev novega mesta brez soglasja cesarske oblasti je bila resna neposlušnost za Friderika Barbarosso, ki se je odločil dokončno rešiti italijansko vprašanje. 

### Peti in zadnji pohod
Leta 1174 je Friderik Barbarossa, da bi dokončno rešil situacijo, že petič odšel v Italijo z močno vojsko približno 10.000 mož.  Namesto da bi cesar prečkal Alpe iz običajnega Brennerja, ki ga je varovala Liga, je cesar prečkal Savojo zahvaljujoč podpori grofa Humberta III. V prvi fazi pohoda mu je uspelo zlahka podjarmiti nekatera mesta severozahodne Italije, brez sreče pa je skušal osvojiti tudi Alessandrio (1174–1175). Po tem nesrečnem obleganju je Friderik z izčrpano vojsko odšel v Pavijo (aprila 1175), ki je bila njegova zaveznica in jo je malo pred tem oplenila občinska vojska, da bi skušal najti sporazum z vojsko lige, toda brez uspeha. Med pogajanji je cesar v določenem trenutku menil, da je dogovor blizu in je zato odpustil večino svoje vojske; pogajanja pa so maja 1175 propadla in vojske so se ponovno pripravile na vojno.
Ko se je cesar zavedal svoje napake, ki se je kasneje izkazala za odločilno, se je med januarjem in februarjem 1176 v Chiavenni srečal s svojim bratrancem Henrikom Levom in drugimi fevdnimi gospodi, da bi zaprosil za okrepitve za nadaljevanje svoje kampanje.  Ko mu je Henrik to odrekel, se je Friderik obrnil na svojo ženo Beatrice Burgundsko; Rainalda iz Dassela, kölnskega nadškofa in nadkanclerja; in tudi na Wichmana Seeburškega, nadškofa v Magdeburgu, z zahtevami, da se v Italijo pošljejo dodatne enote. Potem ko je prejel podporo slednjega, se je preselil v Bellinzono, da bi jih čakal. Ob prihodu vojakov pa je Friderik ugotovil, da je njihovo število veliko nižje od pričakovanega. Enote je, po neskladnih virih tistega časa, sestavljalo le med 1.000 in 2.000 vitezov.  (slednje je po mnenju večine zgodovinarjev najverjetnejše  ).
Kljub nezadostnemu številu okrepitev, ki so prihajale iz Nemčije in drugih italijanskih zaveznikov, se je cesar odločil zapustiti alpske doline in nadaljeval pohod iz Coma v Pavijo, obe njegovi zaveznici, na sovražnem ozemlju, za katerega je značilna prisotnost velikih območij, prekrita z neprehodnim gozdom, ki je omogočal relativno varno pot.  Njegov cilj je bil srečati se s preostalimi milicami in se spopasti z občinskimi četami v Milanu ali Alessandriji.   Friderik Barbarossa je bil dejansko prepričan, da bi pohod v forsiranih fazah proti Paviji lahko preprečil občinskim četam, da bi ga prestregle. Langobardska zveza pa se je odločila, da se čim prej spopade s cesarsko vojsko, da bi preprečila ponovno združitev tevtonskih vojsk.   Friderik se je za to odločil kljub temu, da je bil še vedno v zmanjšanih vrstah (15.000 mož  ), glede na to, da ni mogel računati na vse vojaške sile, prisotne v različnih mestih, ki so bila del zavezništva (30.000 mož  ), ki so se pravzaprav še stekale proti Milanu.
Langobardsko zvezo sta vodila Kremonec Anselmo da Dovara in Vicentinec Ezzelino I. da Romano, ki sta predstavljala dve duši koalicije, langobardsko in beneško. Vojaške operacije občinskih čet je ob tej priložnosti namesto tega vodil Milanec Guido da Landriano, nekdanji konzul milanske prestolnice, rektor Lombardske lige in tudi vitez-strokovnjak.

## Faze bitke

### Friderik Barbarossa v Cairateju
V noči med 28. in 29. majem 1176 je bil Friderik Barbarossa med pohodom proti Paviji s svojimi četami v samostanu benediktinskih nun Cairate  na postanku, ki se je kasneje izkazal za usodnega, saj je povzročil zamudo v primerjavi z na sočasne poteze Lombardske lige.  Cesar je verjetno prenočil v Castelsepriu v dvorcu grofov istoimenske grofije, ki so bili hudi sovražniki Milana. Barbarossa se je odločil ustaviti v Cairateju, da bi prečkal reko Olona, edino naravno oviro, ki ga je ločevala od zveste Pavije, in je verjel, da bo imel možnost vstopiti na območje, ki ga nadzoruje zavezniško mesto, potem ko bo prepotoval preostalih 50 km na konjih na dan.
Na splošno je po mnenju večine zgodovinarjev  cesarsko vojsko, utaborjeno v Cairateju, sestavljalo 3.000 mož (od tega 2.000 okrepitev iz Nemčije),  od katerih je bila velika večina težka konjenica,  ki je bila sposobna, če je treba, v boj peš. Kljub številčnemu odstopanju je bil obseg tevtonske vojske zelo spoštovan, saj so jo sestavljali poklicni vojaki. Vojska lige je bila namesto tega v glavnem sestavljena iz zasebnih državljanov, ki so bili vpoklicani v primeru potrebe. Vitezi Lige so bili glede na visoke stroške konja in oklepa zelo družbeno izločeni, medtem ko so bili pehoti večinoma kmetje in državljani iz nižjih družbenih slojev.

### Carroccio v Legnanu
Vendar pa informacija o Barbarossi, ki se je utaboril v Cairateju, ni prišla do voditeljev Langobardske lige, ki so bili prepričani, da je cesar daleč, še vedno v Bellinzoni in čaka na okrepitev.  Iz tega razloga je bil Carroccio, emblem avtonomije občin, ki pripadajo Lombardski ligi, ki nosi Aribertov križ,   v spremstvu nekaj sto mož Lige, prenesen iz Milana v Legnano, kjer je odšel iz prestolnice Milana od Porta Romana  in nato navzgor po Oloni do končnega cilja.   V Legnanu so Carroccio postavili vzdolž pobočja ob reki, domnevno gozdnatega,  da bi imeli naravno obrambo vsaj na eni strani, ki jo vodi potok. 
Na ta način bi bil Barbarossa, ki so ga pričakovali ob reki, ki prihaja iz Castellanze, prisiljen napasti občinsko vojsko v neugodnem položaju, saj bi se moral vrniti v to depresijo.  Ta izbira se je izkazala za napačno: pravzaprav je Barbarossa prispel iz Borsana (danes frazione (zaselka) Busto Arsizio ), to je z nasprotne strani, in prisilil občinske čete, da so se uprle okoli Carroccia, pri čemer je Olona blokirala pot za pobeg. Drug možen razlog, zaradi katerega so občinske čete postavile Carroccio v Legnano, je bilo predvidevanje Barbarosse, za katerega so verjeli, da je še vedno daleč, z vdorom v Seprio z namenom preprečiti novo zavezništvo med obema: Seprio je bil v resnici zgodovinsko povezano ozemlje s cesarjem skupaj z drugim območjem Lombardije, Martesano.
Enota Lombardijske lige je zavzela območje med Legnanom, Busto Arsiziom in Borsanom. Preostali del vojske, ki ga je v celoti sestavljalo približno 15.000 mož (od tega 3.000 vitezov, medtem ko je bilo 12.000 pehote  ), je sledil s precejšnjim odstopanjem po cesti med langobardsko prestolnico in Legnanom. Odločitev, da se Carroccio postavi v Legnano, ni bila naključna. Vas je takrat predstavljala lahek dostop za tiste, ki so prihajali s severa na milansko podeželje, saj se je nahajala ob izlivu Valle Olona, ki se konča pri Castellanzi; ta prehod je bilo zato treba zapreti in močno braniti, da bi preprečili napad na Milano, kar je olajšala tudi prisotnost pomembne ceste, ki je obstajala že od rimskih časov, Via Severiana Augusta, ki je povezovala Mediolanum (sodobno Milano ) z Verbanus Lacus (Jezero Verbano ali jezero Maggiore  ), od tam pa na prelaz Simplon (lat. Summo Plano). Njegovo pot je nato prevzel Napoleon Bonaparte, da bi zgradil državno cesto Simplon. 
Zaradi tega je v Legnanu obstajala visoka srednjeveška utrdba, grad Cotta, ki je bil zgrajen v času madžarskih vpadov  in ki je bil kasneje med bitko pri Legnanu uporabljen kot vojaška postojanka. Kasneje je grad Cotta kot obrambno oporo Legnana nadomestil grad Visconteo, ki se dviga južneje ob Oloni. Grad Cotta je obdajal obrambni sistem, sestavljen iz obzidja in poplavljenega jarka, ki je obkrožal naseljeno središče, ter dvojih vrat za dostop do vasi: srednjeveški Legnano je tako izgledal kot utrjena citadela.  
Drugi razlog, ki pojasnjuje položaj Carroccia v Legnanu, je bil v dejstvu, da Legnanese ni bilo sovražno ozemlje enotam Langobardske lige, saj se je prebivalstvo tega območja še vedno zavedalo opustošenja, ki ga je izvajal Friderik Barbarossa. nekaj let prej; ti ljudje bi zagotovili tudi logistično podporo četam lige. S strateškega vidika je bila torej občinska vojska v Legnanu v položaju, ki bi cesarju onemogočil najbolj logične poteze: napad na Milano ali doseganje Pavije. 

### Prvi stik med vojskama v Borsanu
Potem ko je prenočil v Cairateju, je Friderik Barbarossa nadaljeval pohod proti Paviji proti Ticinu. Medtem so se nekatere avantgarde vojske Langobardske lige, nameščene v Legnanu, sestavljene iz 700 vitezov, odcepile od glavne vojske in preiskale ozemlje med Borsanom in Busto Arsiziom. Po drugih virih so vitezi namesto tega nadzorovali območje med Borsanom in Legnanom, z drugimi besedami, današnja okrožja Ponzella in Mazzafame.  
Približno 4,5 km od Legnana, blizu Cascina Brughetto, je 700 občinskih vitezov na poti prestreglo – tik pred gozdom – 300 vitezov cesarske vojske v patrulji, ki so predstavljali le avangarde Friderikovih čet.   Ker so imeli številčno premoč, so vitezi Lige napadli cesarsko kolono in vsaj na začetku uspeli osvojiti premoč.  Takoj po prvih spopadih je prišel Barbarossa z glavnino vojske in napadel občinske čete.  Nekateri kronisti tistega časa poročajo, da so Barbarossovi svetovalci cesarju predlagali, naj odloži novo strategijo, vendar vladar ni želel izkoristiti številčne premoči   in da bi se ne bil prisiljen umakniti proti sovražnim ozemljem poleg tega bi umik vplival na cesarjev ugled. Usoda bitke se je torej obrnila in cesarske čete so prve vrste občinske vojske prisilile, da so se zmedeno umaknile.  
Močan udar je nato prisilil občinske viteze, da so se umaknili proti Milanu, vojaki pa so ostali sami v Legnanu, da bi branili Carroccio. Barbarossa se je zato odločil, da bo slednjo napadel s konjenico, glede na to, da jo je branila le pehota - po tedanjih kanonih je veljala za očitno slabšo od konjenice  - in majhno število milic na konjih. 

### Obramba Carroccia v Legnanu in epilog
Na tej točki se je zgodil izjemen dogodek  glede na tradicionalno prevlado konjenice nad pehoto tistega obdobja. V Legnanu se je občinska pehota z nekaj preostalimi vitezi,  potem ko jih je napadel Barbarossa, naselila okoli Carroccia (ohranjala določeno razdaljo od simbola svojih občin) in se organizirala na nekaj obrambnih linijah vzdolž širokega polkroga 2– 3 km, od katerih so vsakega sestavljali vojaki, zaščiteni s ščiti.   Med enim in drugim ščitom so nato raztegnili sulice, pri čemer se je prva vrsta pešcev borila na kolenih, tako da je nastala zmešnjava sulic, uperjenih proti sovražniku.  Med bojem, ki je trajal osem do devet ur od jutra do treh popoldne  in za katerega so bili značilni ponavljajoči se napadi, ki so jih prekinjali dolgi premori, da bi se vojska prepakirala in obnovila,  sta prvi dve vrsti končno popustili, tretji pa se je upiral udarcem.   Po drugih virih so kapitulirale štiri vrste, s peto in zadnjo, ki je zavrnila napade. 
Medtem so se občinske čete, ki so se umikale proti Milanu, srečale z glavnino vojske Langobardske lige, ki se je premikala proti Legnanu. Občinska vojska, ki je bila zdaj ponovno združena, se je po reorganizaciji premaknila proti Legnanu in prispela do točke, kjer je bil Carroccio, je napadla cesarske čete s strani in od zadaj, ki so bile že utrujene od neuspešnih napadov na Carroccio.  S prihodom konjenice so v protiofenzivo prešli tudi pešci okoli skupnega voza.   Friderik Barbarossa je začutil, da je središče bitke zdaj okoli Carroccia, s svojo običajno drznostjo vrgel v središče boja in poskušal spodbuditi svoje čete, vendar brez omembe vrednih rezultatov. V žaru bitke je bil njegov konj smrtno ranjen  in cesar je izginil borcem izpred oči;   poleg tega je bil zastavonoša cesarske vojske ubit, preboden s kopjem.  Cesarske sile, napadene z dveh strani, so nato začele postajate malodušne in prišlo je do popolnega poraza. 
Strategija cesarske vojske, da se upirajo do večera in nato se ob koncu bitke umaknejo, da bi se reorganizirali, se ni dobro obnesla. Poskušali so pobegniti proti Ticinu mimo Dairaga in Turbiga,  vendar so jih čete Lombardske lige   zasledovale osem milj.   Vode reke so bile prizorišče zadnjih faz bitke, ki se je končala z ujetjem in ubijanjem številnih vojakov cesarske vojske   in s plenjenjem vojaškega tabora Friderika Barbarosse v Legnanu.  Sam cesar se je težko izognil ujetju in dosegel zvesto Pavijo. 
Po bitki so Milančani Bolončanom, svojim zaveznikom v Ligi, napisali pismo, v katerem so med drugim zapisali, da imajo prav v Milanu v hrambi viden plen v zlatu in srebru, prapor, ščit in cesarsko kopje in veliko število ujetnikov, vključno z Bertoldom IV. vojvodo Zähringena (eden od knezov cesarstva), Filipom Alzaškim (eden od cesaričinih vnukov) in Gosvinom Valkenburškim - Heinsberškim (bratom kölnskega nadškofa).  

## Posledice
Bitka pri Legnanu je končala peti pohod Friderika Barbarosse v Italijo in njegov poskus hegemonizacije občin severne Italije.  Friderik je izgubil tudi vojaško podporo nemških knezov, ki bi po 10.000 vitezih, ki jih je zagotovil na začetku njegovega pohoda, in 3.000, ki so jih s trudom zbrali tik pred bitko pri Legnanu, težko dali Barbarosi več pomoči za rešitev situacije v Italiji, kar bi jim prineslo zelo malo koristi. Ker ni imel podpore doma, je Friderik, da bi poskušal rešiti spor, poskusil z diplomatskim pristopom, s premirjem, ki je bilo podpisano na beneškem kongresu leta 1177. V tem sporazumu je cesar med drugim priznal Aleksandra III. kot zakonitega papeža in se podredil papeški oblasti tako, da je ponovno sestavil razkol, ki je nastal pred nekaj leti.   Od takrat naprej se Beatrice I., grofica Burgundije, žena Friderika, v kancelarskih predstavah ni več imenovala Imperatrix ('cesarica'), saj je njeno kronanje kot tako opravil protipapež in je bila tako razglašena za nično. 
Prva pogajanja za dokončni mir so potekala v Piacenzi med marcem in majem 1183. Langobardska liga je od Friderika Barbarosse zahtevala popolno avtonomijo mest, možnost, da slednja svobodno postavljajo obzidja in utrdbe, oprostitev vseh vrst davkov in odsotnost kakršnega koli vmešavanja cesarja v lokalne zadeve, zahteve, ki jim je Friderik Barbarossa na prvi stopnji odločno nasprotoval. Malo pred pogajanji v Piacenzi pa se je s cesarskega vidika zgodil pomemben dogodek: Alessandrija se je podredila cesarski oblasti in Friderik jo je priznal za mesto cesarstva. 
Nadaljevanje pogajanj je vodilo do podpisa miru v Konstanci (25. junija 1183),   ki je najprej predvidel priznanje Langobardske lige s strani Friderika Barbarosse.  Glede posameznih mest je cesar popuščal upravno, politično in sodno;  Friderik je zlasti podelil široko avtonomijo glede upravljanja zemljiških virov, kot so gozdovi, vode in mlini,  glede sodnih primerov in s tem povezanih kazni ter končno glede vojaških vidikov, kot je npr. novačenje vojske in brezplačna gradnja obrambnih zidov in gradov.  Kar zadeva sodne postopke, bi cesarski vikarji posredovali v sporih samo za pritožbene zadeve, ki so vključevale blago ali odškodnino v vrednosti nad 25 lir, vendar ob uporabi veljavnih zakonov v posameznih občinah. Še več, Barbarossa je potrdil običajno pravo, ki so ga mesta osvojila v tridesetih letih spopadov s cesarstvom, in občinam uradno podelil pravico do konzula,  ki je moral priseči zvestobo cesarju. 
Občine Langobardske lige pa so formalno priznale cesarsko oblast in pristale na plačilo fodra, ne pa tudi licenčnine, ki je ostala v občinah.  Poleg tega so se italijanske občine strinjale, da cesarstvu plačajo kot davke 15.000 enkratnih lir in letno vsoto 2.000 lir.  S porazom Friderika Barbarosse niso zaslužile samo italijanske občine, ampak tudi papeštvo, ki je uspelo poudariti svoj položaj večvrednosti nad cesarstvom. Konstanški mir je bil edino cesarsko priznanje prerogativ italijanskih občin: zaradi tega so ga slavili stoletja.